# Tour de France 2013/7. Etappe
Die 7. Etappe der Tour de France 2013 fand am 5. Juli 2013 statt. Sie führte von Montpellier über 205,5 km nach Albi. Im Verlauf der Etappe gab es eine Bergwertung der zweiten, zwei der dritten sowie eine der vierten Kategorie sowie eine Sprintwertung. Damit zählte die siebte Etappe als Flachetappe.

## Rennverlauf
Nach einigen erfolglosen Ausreißversuchen setzten sich zehn Kilometer nach dem Start die Fahrer Blel Kadri und Jens Voigt vom Feld ab, die ihren Vorsprung bis auf 6:15 min ausbauen konnten. Anschließend blieb ihr Vorsprung recht konstant, Tendenz allerdings fallend. Die erste Bergwertung am Col des 13 Vents gewann Kadri vor Voigt. Auch die zweite Wertung des Tages am Col de la Croix de Mounis gewann Kadri, er erhielt fünf Bergpunkte und lag damit vor Pierre Rolland, dem bisherigen Träger des Gepunkteten Trikots. Dieser setzte sich vom Peloton ab, um sein Trikot zu verteidigen, wurde aber von Kadris Teamkollegen Romain Bardet verfolgt, der zwei Punkte holte. Rolland erhielt damit nur einen Punkt und lag noch einen Zähler hinter Kadri.
Am zweiten Anstieg erhöhte die Cannondale-Mannschaft um Peter Sagan das Tempo, sodass einige weniger bergfeste Sprinter wie Mark Cavendish, André Greipel und Marcel Kittel abreißen lassen mussten. Es entstand ein Duell zwischen dem Hauptfeld, in dem weiterhin die Cannondale-Mannschaft das Tempo hochhielt, und der Gruppe der abgehängten Sprinter, die ihre Teamkollegen in die Nachführarbeit einspannten. Unterdessen ging der Vorsprung der Ausreißer weiter zurück; Voigt versuchte noch einige Kilometer, ohne Kadri weiterzufahren, wurde dann aber auch vom Hauptfeld eingeholt. Den folgenden Zwischensprint entschied Sprinttrikotträger Peter Sagan für sich. Nach 141 Kilometern konnte sich eine neue Führungsgruppe, bestehend aus den Fahrern Jan Bakelants, Cyril Gautier und Juan José Oroz, vom Peloton absetzen. Aus dieser Gruppe heraus gewann Bakelants die dritte Bergwertung vor Gautier. Bakelants sicherte sich ebenfalls den letzten Bergpunkt der Etappe, damit stand Blel Kadri als neuer Träger des Gepunkteten Trikots fest.
Die Gruppe der am Berg abgehängten Fahrer schaffte es nicht, den Rückstand auf das Hauptfeld merklich zu reduzieren; dieser blieb stetig bei etwa zwei Minuten. Etwa 40 Kilometer vor dem Ziel gab sie das Vorhaben auf, den Anschluss wiederherzustellen. 2,5 Kilometer vor dem Ziel wurden die drei Ausreißer vom Feld eingeholt. Den Zielsprint gewann Peter Sagan vor John Degenkolb und Daniele Bennati. Damit baute Sagan seinen Vorsprung in der Sprintwertung aus, auch Daryl Impey und Michał Kwiatkowski verteidigten ihre Trikots. Schnellste Mannschaft war weiterhin Orica GreenEdge.

## Aufgaben
- Christian Vande Velde (179) – Aufgabe während der Etappe
- Adriano Malori (146) – Aufgabe während der Etappe
- Janez Brajkovič (61) – Nicht zur Etappe angetreten

## Bergwertungen
| Col des 13 Vents Kategorie 3 nach 80 km auf 600 m 6,9 km bei 5,6 % |             |                  |        |
| 1.                                                                 | Frankreich  | Blel Kadri (ALM) | 2 Pkt. |
| 2.                                                                 | Deutschland | Jens Voigt (RLT) | 1 Pkt. |

| Col de la Croix de Mounis Kategorie 2 nach 94,5 km auf 809 m 6,7 km bei 6,5 % |             |                      |        |
| 1.                                                                            | Frankreich  | Blel Kadri (ALM)     | 5 Pkt. |
| 2.                                                                            | Deutschland | Jens Voigt (RLT)     | 3 Pkt. |
| 3.                                                                            | Frankreich  | Romain Bardet (ALM)  | 2 Pkt. |
| 4.                                                                            | Frankreich  | Pierre Rolland (EUC) | 1 Pkt. |

| Côte de la Quintaine Kategorie 3 nach 149 km auf 739 m 6,5 km bei 4,0 % |            |                     |        |
| 1.                                                                      | Belgien    | Jan Bakelants (RLT) | 2 Pkt. |
| 2.                                                                      | Frankreich | Cyril Gautier (EUC) | 1 Pkt. |

| Côte de Teillet Kategorie 4 nach 171 km auf 491 m 2,6 km bei 5,0 % |         |                     |        |
| 1.                                                                 | Belgien | Jan Bakelants (RLT) | 1 Pkt. |

## Punktewertungen
| Zwischensprint in Viane-Pierre-Ségade nach 135 km auf 512 m |                        |                            |         |
| 1.                                                          | Slowakei               | Peter Sagan (CAN)          | 20 Pkt. |
| 2.                                                          | Spanien                | Juan Antonio Flecha (VCD)  | 17 Pkt. |
| 3.                                                          | Italien                | Fabio Sabatini (CAN)       | 15 Pkt. |
| 4.                                                          | Australien             | Simon Clarke (OGE)         | 13 Pkt. |
| 5.                                                          | Australien             | Simon Gerrans (OGE)        | 11 Pkt. |
| 6.                                                          | Sudafrika              | Daryl Impey (OGE)          | 10 Pkt. |
| 7.                                                          | Italien                | Alessandro De Marchi (CAN) | 9 Pkt.  |
| 8.                                                          | Schweiz                | Michael Albasini (OGE)     | 8 Pkt.  |
| 9.                                                          | Italien                | Alan Marangoni (CAN)       | 7 Pkt.  |
| 10.                                                         | Italien                | Moreno Moser (CAN)         | 6 Pkt.  |
| 11.                                                         | Slowenien              | Kristijan Koren (CAN)      | 5 Pkt.  |
| 12.                                                         | Polen                  | Maciej Bodnar (CAN)        | 4 Pkt.  |
| 13.                                                         | Belarus                | Kanstanzin Siuzou (SKY)    | 3 Pkt.  |
| 14.                                                         | Australien             | Richie Porte (SKY)         | 2 Pkt.  |
| 15.                                                         | Vereinigtes Konigreich | Peter Kennaugh (SKY)       | 1 Pkt.  |

| Zielsprint in Albi nach 205,5 km auf 164 m |             |                            |         |
| 1.                                         | Slowakei    | Peter Sagan (CAN)          | 45 Pkt. |
| 2.                                         | Deutschland | John Degenkolb (ARG)       | 35 Pkt. |
| 3.                                         | Italien     | Daniele Bennati (TCS)      | 30 Pkt. |
| 4.                                         | Polen       | Michał Kwiatkowski (OPQ)   | 26 Pkt. |
| 5.                                         | Norwegen    | Edvald Boasson Hagen (SKY) | 22 Pkt. |
| 6.                                         | Frankreich  | Tony Gallopin (RLT)        | 20 Pkt. |
| 7.                                         | Italien     | Francesco Gavazzi (AST)    | 18 Pkt. |
| 8.                                         | Frankreich  | Arthur Vichot (FDJ)        | 16 Pkt. |
| 9.                                         | Italien     | Manuele Mori (LAM)         | 14 Pkt. |
| 10.                                        | Frankreich  | Sylvain Chavanel (OPQ)     | 12 Pkt. |
| 11.                                        | Litauen     | Ramunas Navardauskas (GRS) | 10 Pkt. |
| 12.                                        | Sudafrika   | Daryl Impey (OGE)          | 8 Pkt.  |
| 13.                                        | Spanien     | Juan Antonio Flecha (VCD)  | 6 Pkt.  |
| 14.                                        | Frankreich  | Alexis Vuillermoz (SOJ)    | 4 Pkt.  |
| 15.                                        | Australien  | Simon Gerrans (OGE)        | 2 Pkt.  |